# 山口明 (地方公務員)
山口 明（やまぐち あきら）は、日本の地方公務員。東京都知事本局次長や、東京都道路監、東京都道路整備保全公社理事長、東京臨海高速鉄道代表取締役社長などを歴任した。

## 人物・経歴
東京都出身。1975年法政大学工学部卒業、東京都入庁。
2001年東京都建設局市街地整備部計画課長。2003年台東区都市づくり部長。2005年東京都都市整備局参事（特命担当、外かく環状道路担当）。2007年東京都建設局道路建設部長。2009年東京都建設局三環状道路整備推進部長。同年東京都知事本局次長。
2010年東京都建設局道路監。2011年東京トラフィック開発社長。2012年東京都道路整備保全公社理事長。2015年東京臨海高速鉄道社長。